# 星野賀代
星野 賀代（ほしの かよ、現姓：木村、1972年9月12日 - ）は、日本の元女子バレーボール選手。

## 来歴
沖縄県宜野湾市出身。中部商業高校在学中に、インターハイに2年連続出場。またジュニア代表に選出され、アジアジュニア選手権優勝や世界ジュニア選手権3位入賞に貢献した。
1991年、日本リーグのNEC（当時）に入部。パワーを武器にアタッカーとして活躍した。1996年のアトランタオリンピックにも出場した。2000年に28歳で現役引退。
引退後はNECで事務職を続けていたが29歳で退職し、オーストラリアに語学留学。遊びレベルでバレーボールを再開したところ、経歴を知ったナショナルチーム関係者からトップチーム強化に力を貸してほしいとの話が進み、オーストラリア女子代表のアシスタントコーチを務めた。
結婚を機に帰国し、現在は2人の娘がいる。

## エピソード
- 双子の妹の星野須美もバレーボール選手であり、1991年から1994年まで小田急ジュノーに在籍していた。

## 球歴
- 全日本代表 - 1996年
  - オリンピック - 1996年

## 所属チーム
- 市立大山小学校
- 市立普天間中学校
- 中部商業高校
- NECレッドロケッツ（1991-2000年）